# Bignor

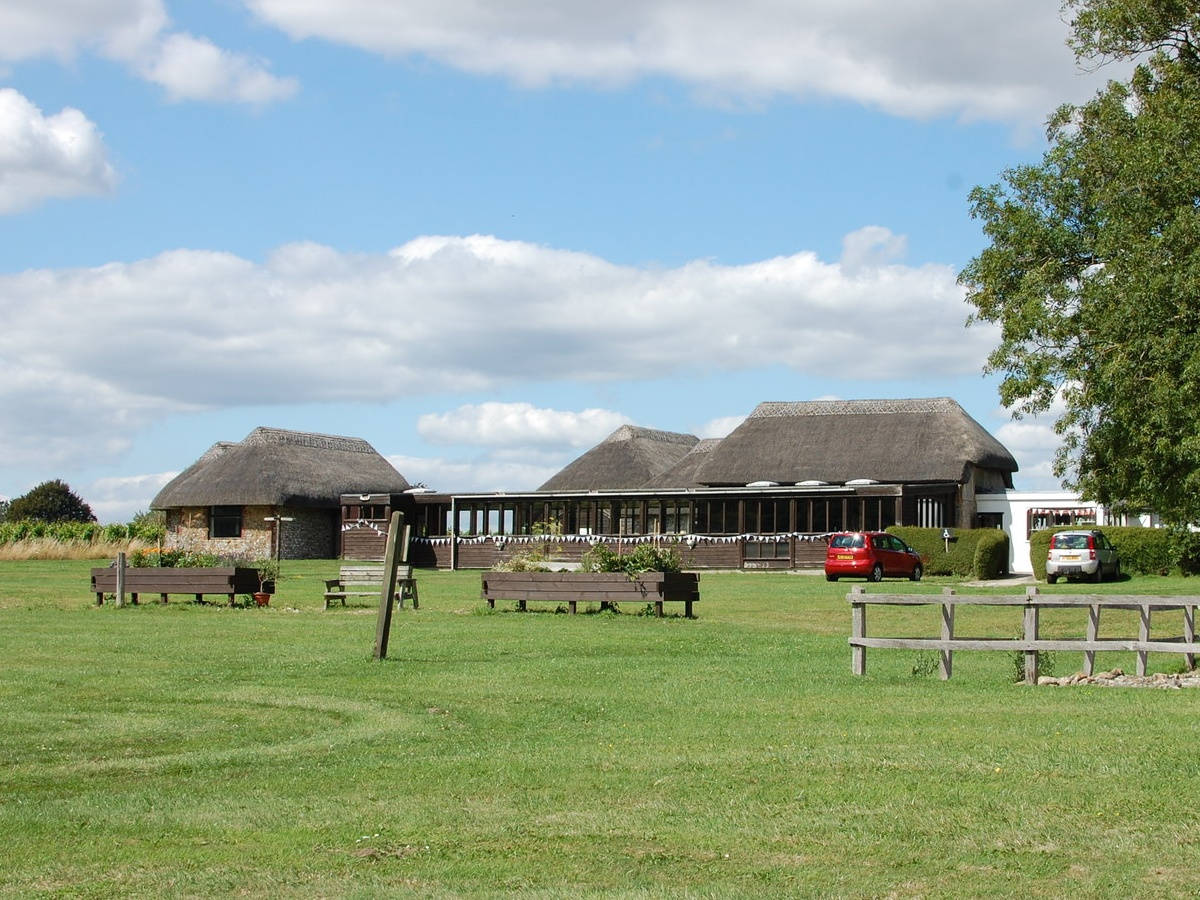
La villa romana di Bignor

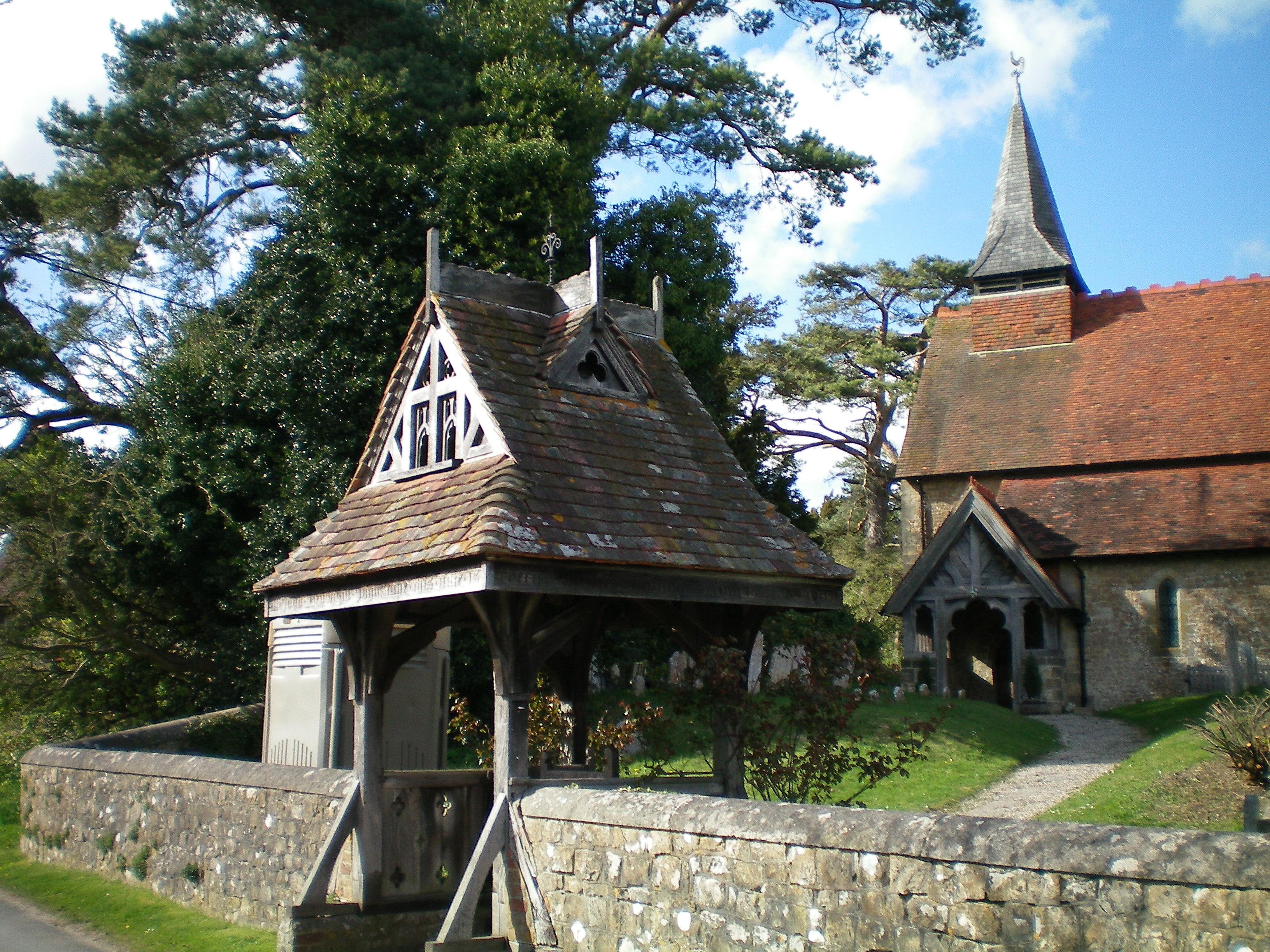
Bignor: la chiesa della Sacra Croce

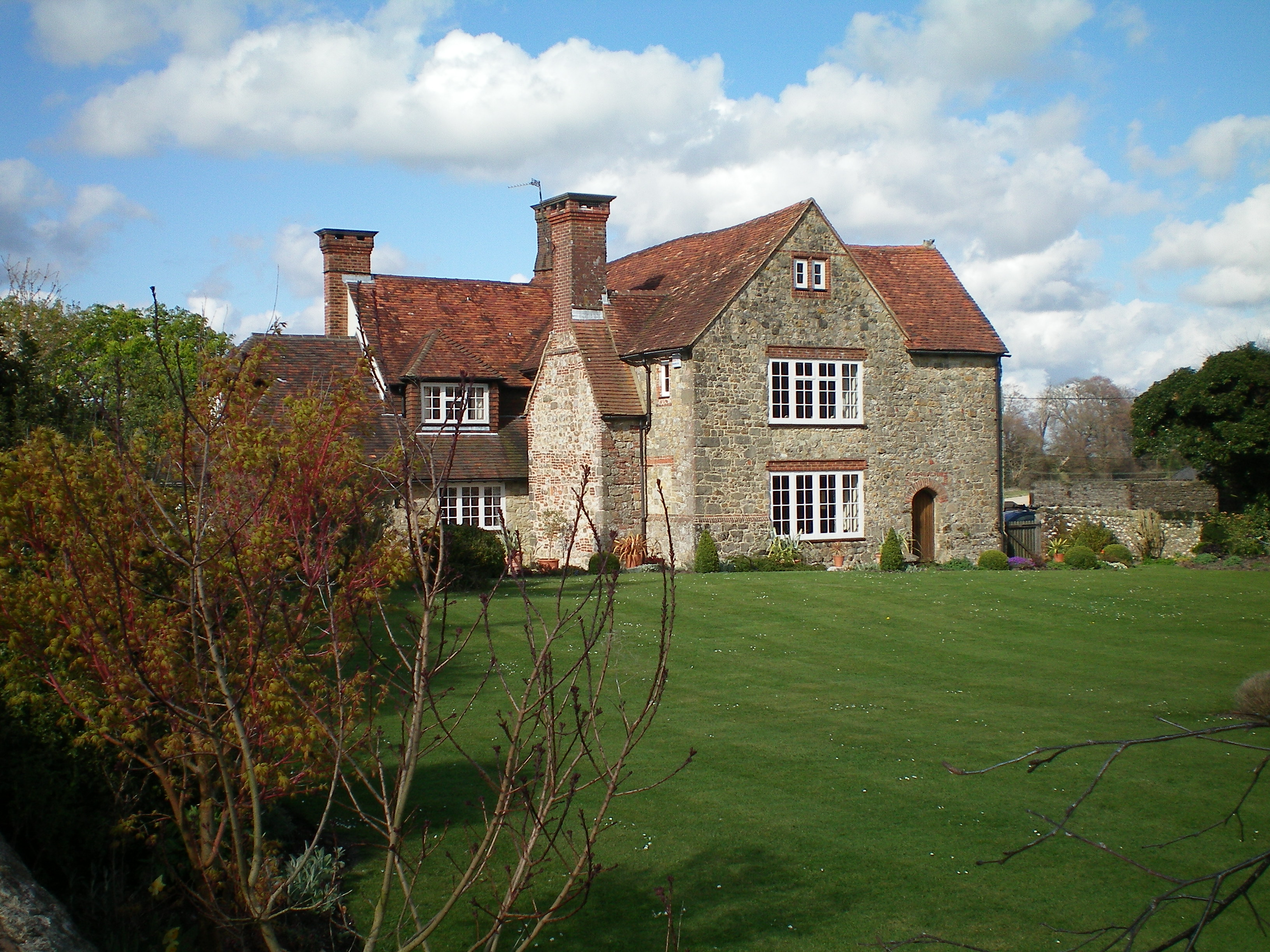
Il maniero di Bignor

Bignor è un villaggio con status di parrocchia civile dell'Inghilterra sud-orientale, facente parte della contea del West Sussex e del distretto di Chichester e situato nell'area del parco nazionale dei South Downs (South Downs National Park). Conta una popolazione di circa 100 abitanti.

## Geografia fisica

### Territorio
Bignor si trova a nord-ovest di Brighton a nord-est di Chichester, a pochi chilometri a nord delle località costiere di Bognor Regis e Littlehampton e a nord di Arundel.

## Storia
Il villaggio di Bignor è citato nel Domesday Book (1086): all'epoca contava 16 abitanti.

## Monumenti e luoghi d'interesse

### Architetture religiose

#### Chiesa della Sacra Croce
Principale edificio religioso di Bignor è la chiesa della Sacra Croce (Church of the Holy Cross), risalente in parte all'XI e in parte al XIII secolo.

### Architetture civili

#### Bignor Park e maniero di Bignor
Altro edificio d'interesse di Bignor è il maniero di Bignor, realizzato tra il 1826 e il 1829 per volere di John Hawkins all'interno di una tenuta , dalla metà del XIV secolo di proprietà dei conti di Arundel.

#### Yeoman's House
Altro edificio storico di Bignor è la Yeoman's House, un edificio a graticcio risalente al XV secolo.

### Siti archeologici

#### Villa romana di Bignor
Principale attrattiva di Bignor è la villa romana di Bignor (Bignor Roman Villa), un sito archeologico e museale costituito dai resti di abitazioni di epoca romana databili tra la fine del II secolo e la metà del IV secolo e rinvenuti nel 1811 da un fattore locale. 

## Società

### Evoluzione demografica
Al censimento del 2001, la parrocchia civile di Bignor contava una popolazione pari a 103 abitanti.